# Juan Correa de Vivar
Juan Correa de Vivar (Mascaraque, Toledo, c. 1510-16 de abril de 1566) fue un pintor renacentista español. 

## Biografía
Su fecha de nacimiento debió de rondar hacia el año 1510, siendo su padre de Mascaraque y la familia materna de Portillo de Toledo. Se desconocen los nombres de sus progenitores, pero se sabe que gozaban de una posición acomodada tal como se demuestra en los múltiples bienes que fueron del artista. Juan tuvo dos hermanos, Eufrasia y Rodrigo, cuyo hijo también Rodrigo fue aprendiz con el tío y continuó algunas de las obras dejadas a la muerte de éste. En Mascaraque poseía una gran casa y tierras a las que volvía el pintor de tiempo en tiempo a descansar de sus viajes y trabajos, aunque siempre fue vecino de Toledo. 
Nunca se casó y fue hombre religioso tal como puede leerse en su testamento, del que hay una copia en el archivo parroquial de Mascaraque. Dejó como única heredera de sus bienes a su alma, es decir, que estos serían empleados para la realización de obras de caridad, misas o para la fundación de una capellanía que perpetuó en la iglesia de Mascaraque y cuyo primer beneficiario fue su sobrino Rodrigo de Vivar.
Antonio Ponz, en 1777, sin otras noticias del pintor, decía refiriéndose a las pinturas que se conservaban de mano de Correa en el monasterio de San Martín de Valdeiglesias: «Se sabe que las pintó un célebre profesor llamado Correa [...] Dicho Correa fue sugeto eminente; y aunque en sus pinturas hay algo que sabe al gótico, es poquísimo. El tal pintor hubo de ver a Rafael y aún estudiarle, como las obras del antiguo, pues se ven cosas en las suyas que lo manifiestan bastantemente. Tiene excelentes expresiones: sus pinturas son acabadas, y muy bien coloridas».
Por aquellas fechas nada se sabía de su vida, ni tan siquiera su nombre, solo el apellido, pero sin embargo se admiraba su estilo de clara influencia italiana. Ceán Bermúdez publicó en 1800 un célebre diccionario de artistas y en el artículo dedicado a Juan Correa tampoco sabía su nombre pero volvía a repetir las afirmaciones de Ponz apuntando que debía haber estudiado en Italia o con alguno de los que allí habían estado. Realmente, la reconstrucción de su biografía se ha hecho en el siglo XX, sin embargo su estilo ya fue definido magistralmente por el académico Antonio Ponz.
Se formó en el taller de Juan de Borgoña, el más importante maestro asentado en Toledo durante las primeras décadas del siglo XVI. Borgoña se movió en un estilo donde se rastrean influencias italianas por una parte, e hispanas y nórdicas por otra. En el taller de Borgoña Juan Correa, de no más de 17 o 18 años, convivió con otros aprendices, con algunos de los cuales como Pedro de Cisneros mantendría vínculos duraderos.
Correa falleció en Toledo el 16 de abril de 1566 en la colación parroquial de San Miguel, donde residía. Días después, como así lo había dispuesto, fue enterrado en Mascaraque, en el sepulcro donde reposaban los restos de sus padres. En la almoneda de sus bienes estuvieron todos los amigos del pintor, que por aquel entonces eran la élite artística de la Ciudad Imperial, como los arquitectos Alonso de Covarrubias o Nicolás de Vergara el Viejo, el escultor Francisco de Linares o los pintores Diego de Aguilar y Blas Pablín. Su pintura es elogiada por el poeta flamenco Émile Verhaeren, en España negra.

## Obra

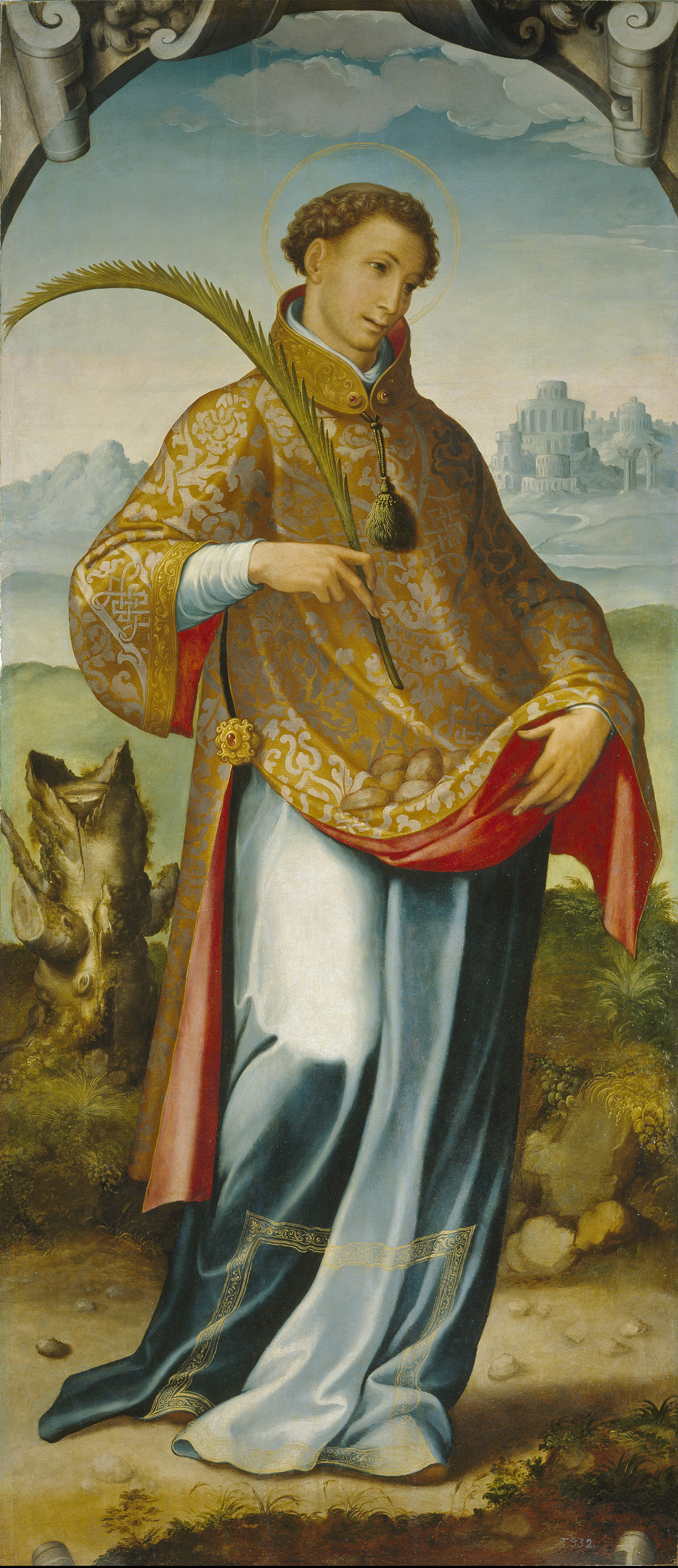
San Esteban, óleo sobre tabla, 182 x 79 cm, Madrid, Museo del Prado. Puerta izquierda del tríptico de la Anunciación.

Con un estilo estrechamente deudor de los modos de hacer de Juan de Borgoña en sus inicios, evolucionó con la recepción de influencias de Rafael y su círculo, de quienes tomó el colorido y las figuras delicadas y suaves, que ya en la década de 1550 y por influencia de Luis de Morales y de las corrientes manieristas llegadas a Toledo con Pedro Berruguete adquirirán formas más dinámicas y aún dramáticas.
Sus primeras obras como maestro independiente las consigue cuando apenas ronda los veinte años. Alguna de ellas le llegan por contacto familiar, como es la realización de las pinturas para el retablo mayor de las clarisas de Griñón, entre 1532 y 1534 que había fundado su tío Don Rodrigo de Vivar, canónigo en la catedral de Zamora. 
De estos primeros años, son también la tabla del Nacimiento del monasterio de Guadalupe, y el retablo con idéntico tema que hizo para Guisando y que hoy se halla repartido entre el Prado y el Museo de Santa Cruz de Toledo. La influencia de su maestro, muy evidente en estas primeras obras, se irá diluyendo con el paso del tiempo, dulcificando su estilo y separándolo del de alguno de sus coetáneos de mayor peso como Francisco Comontes con el que tuvo cierta amistad durante años y que se rompió a causa de un contrato de poca monta.
En 1537 contrató junto con Cristóbal Cerecedo las pinturas del retablo de la iglesia parroquial de Meco, por las que cobraron 225 000 maravedíes. Formado, posiblemente por doce tablas de pincel, se conservan solo seis de ellas en la misma iglesia, debidas todas ellas a Correa, con la Anunciación, la Visitación, la Adoración de los pastores, la Adoración de los Reyes, el Camino del Calvario con el velo de la Verónica y la Piedad.
Alrededor de 1540 realiza algunas de sus obras maestras como es el conjunto del Monasterio Cisterciense de Santa María de Valdeiglesias que se encuentra en Pelayos de la Presa (Madrid). Eran estos retablos los que habían causado la admiración de Ponz y fueron llevados al Prado tras la desamortización eclesiástica de 1836 y el museo nacional los distribuyó por otras pinacotecas como la de Zaragoza o Vigo, iglesias como San Jerónimo el Real de Madrid o en el depósito del mismo Prado.
Alguna de sus obras como Pilatos lavándose las manos o el Ecce homo resultan de lo más logrado de su producción. Para la iglesia del Tránsito de Toledo recibió el encargo de una tabla con el tema del tránsito de la Virgen en donde aparece representado el donante de la pintura. Correa realiza un retrato de excelente factura integrando a ese personaje, su coetáneo, dentro del acontecimiento religioso. 
Demuestra aquí no sólo su habilidad para la pintura religiosa fuertemente idealizada, sino también para la captación de la realidad, en este caso, en los rasgos individualizados del mecenas. La obra, de la que conocemos alguna copia en el ambiente toledano de inferior calidad, se conserva por fortuna en el Museo del Prado. 
De 1540 son también los retablos de la Iglesia de Dosbarrios, salvado en parte, y el de Herrera del Duque en el mismo estado que el anterior. Entre 1550 y 1566, año de su fallecimiento, su estilo se volvió más personal si cabe, revestido de un manierismo más nervioso que en los años precedentes, que hacen más contundentes y enérgicas sus figuras, pero sin perder ni un ápice de su tradicional elegancia.
La gran cantidad de encargos de estos años hace que en muchas ocasiones deba echar mano de sus ayudantes y discípulos, por lo que a veces observamos una cierta irregularidad que resulta patente al comparar lo facturado por su propia mano con lo surgido de su taller. 
Obras maestras son el retablo de Almonacid de Zorita hoy en el convento de las oblatas de Oropesa, el que se guarda en la parroquia del Salvador de Toledo, o el de la Pasión en las jerónimas de San Pablo también en esta ciudad. Prueba evidente de la irregularidad referida es el retablo de la colegiata de Torrijos, contratado en 1558 en el que se abusa de las estampas y de un acabado un tanto sumario para alguna de las composiciones. Se le atribuye además la pintura en el retablo de estilo barroco de la Iglesia Santa Mª Magdalena, en Villarta de los Montes (Badajoz), y el retablo de Jesús en el huerto de oración (Ermita del Salvador del Mundo) en Calzada de Calatrava.